# Deverryserien
Deverryserien, också kallad Legenden om Deverry och Sagan om det magiska landet Deverry, är en fantasybokserie i 16 delar av författaren Katharine Kerr. Böckerna är mycket intrikat skrivna - författaren själv beskriver handlingen och hur den utvecklar sig som en sorts sammanhängande design, där allting återvänder till sig självt och är en del av grundhandlingen, som en central del av serien. I klartext så betyder detta att bokens huvudtema, vilket är att reinkarnation och magi (kallade wyrd respektive dweomer) är verkliga och grundläggande principer för mänskligt liv, gör att man kan utforska teman som hur detta kan påverka personer i dåtid, nutid och framtid, och även låta personer sona brott från tidigare liv och/eller orsaka problem som kan påverka dem i framtida inkarnationer.

## Handling
Seriens huvudhandling handlar om en prins vid namn Galrion, som genom en serie olyckliga omständigheter delvis orsakade av honom själv gör att hans trolovade Brangwen dör, och han i vredesmod, sorg och ilska svär en ed att han "aldrig ska vila" förrän Brangwens död har ställts till rätta. Utan att han vet det, men genom hans lärare Rhegors inverkan, hör "de Höga" (motsvarande boddhisattvor) hans ed och besvarar den med tre åskknallar – en gammal symbol för att någonting stort har inträffat, och i allmänhet olycksbådande – och ger honom förlängt liv, så att han kan invänta Brangwens återfödelse och försöka åtgärda de problem han orsakat. Genom hela serien finns en huvudsaklig berättelse som följer bondflickan Jill och hennes far Cullyn, en "silverdolk" eller legosoldat, och deras äventyr tillsammans och med en stilig krigare vid namn Rhodry Maelwaedd, arvtagare till en provins, kallat ett rhan, och dess härskartitel, gwerbret. Då denna tidsålder beror på tidigare levnadsöden och diverse omständigheter, så läggs minst en "alternativ" handling (ibland två och en gång tre) från personernas tidigare liv in i varje bok. Här berättas om en tidigare levnadshistoria med samma personer men andra namn (och ibland till och med kön) och relationskonstellationer, som i sin tur gradvis förklarar hur det kommer sig att nutiden ser ut som den gör.
Under seriens lopp kommer dessa "tidigare livs"-historier allt närmare och närmare nutiden kronologiskt (de börjar med Galrions och Brangwens händelser år 643, och "nutid" är år 1060) och därmed får läsaren också en mer och mer nyanserad och komplett bild av exakt varför nutiden ser ut som den gör. Genom denna berättarteknik ges också möjligheter att utforska personer och platser under olika tidsåldrar, och utveckla andra band mellan samma personer än huvudhistorien gör, vilket i sin tur bidrar och påverkas av denna och dess tidsålder. Varje bok inkluderar också en prolog och/eller ett förord, som förklarar vissa saker som behöver förstärkas om tidigare böcker, en beskrivning av den nuvarande boken samt en "inkarnationstabell" och en ordlista, och dessa tillsammans gör att läsarens grepp om konceptet enkelt kommer tillbaka och bibehålls genom hela serien.

## Seriens delar
Bokserien består av 16 delar, varav 12 är hittills utkomna på svenska:
1. Silverdolken (utkommen 1995 på svenska, originalet, Daggerspell, 1986 på engelska)
2. Safirringen (1995; Darkspell, 1987)
3. Draktronen (1996; The Bristling Wood (UK), Dawnspell (USA) - 1989)
4. Häxvargen (1996; The Dragon Revenant (UK), Dragonspell (USA) - 1990)
5. Alvblodet (1997; A Time of Exile (UK/USA), 1991)
6. Järtecken (1997; A Time of Omens (UK/USA), 1992)
7. Hökvingar (1998; Days of Blood and Fire (UK), A Time of War (USA) - 1993)
8. Korptider (1998; Days of Air and Darkness (UK), A Time of Justice (USA) - 1994)
9. Storkonungen (1999; The Red Wyvern (UK/USA), 1997)
10. Blodsfränder (1999; The Black Raven (UK/USA), 1999)
11. Elddraken (2001; The Fire Dragon (UK/USA), 2001)
12. Guldfalken (2006; The Gold Falcon (UK/USA), 2006)
13. (ej på svenska) The Spirit Stone (2007).
14. (ej på svenska) The Shadow Isle (2008).
15. (ej på svenska) The Silver Mage (2009).
16. (ej på svenska) Sword of Fire (2020).

## Översättning till svenska
De tre sista böckerna kommer inte att översättas av Bonniers Förlag (Enligt meddelande från förlaget via email). Anledningen är att många läsare tappade intresset för bokserien 2001-2006 då ingen bok blev skriven och att intresset inte ökade när Guldfalken gavs ut.

## Övrigt om bokserien
Anledningen till att det dröjde hela fem år innan del 12 gavs ut, anges i boken vara att böckernas fiktiva berättare, en 1700-talsförfattare från Deverry vid namn Cadda Cerrmor, drogs in i en långdragen "litterär debatt" och rättegång. Den fiktiva debatten var ett rent humoristiskt inslag, men fick en del läsare att tro att Kerr dragits in i en rättegång på riktigt vilket inte var fallet. Den verkliga anledningen till det långa uppehållet var att Kerr drabbades av en hjärtattack, och var nära att dö - och därför både dedicerade bok 12 till sin läkare (med titeln "Till Peg Strub, M.D., vars skarpa ögon räddade mitt liv") och tog time out i skrivandet.).